# Antonio Carlini

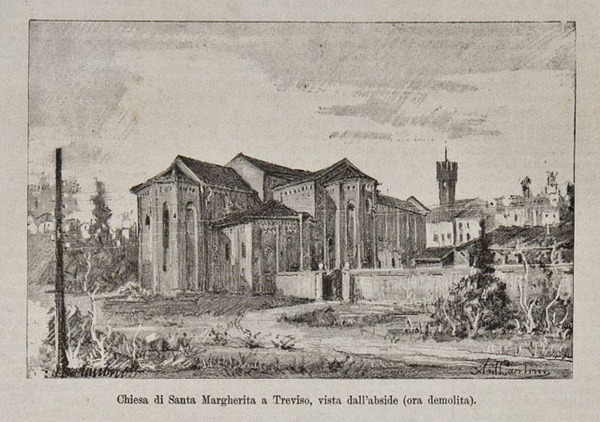
Disegno dal vero di Antonio Carlini raffigurante la chiesa di Santa Margherita a Treviso, vista dall'abside (1883).

Antonio Carlini (Treviso, 28 marzo 1853 – Treviso, 21 luglio 1945) è stato uno scultore e pittore italiano.

## Biografia

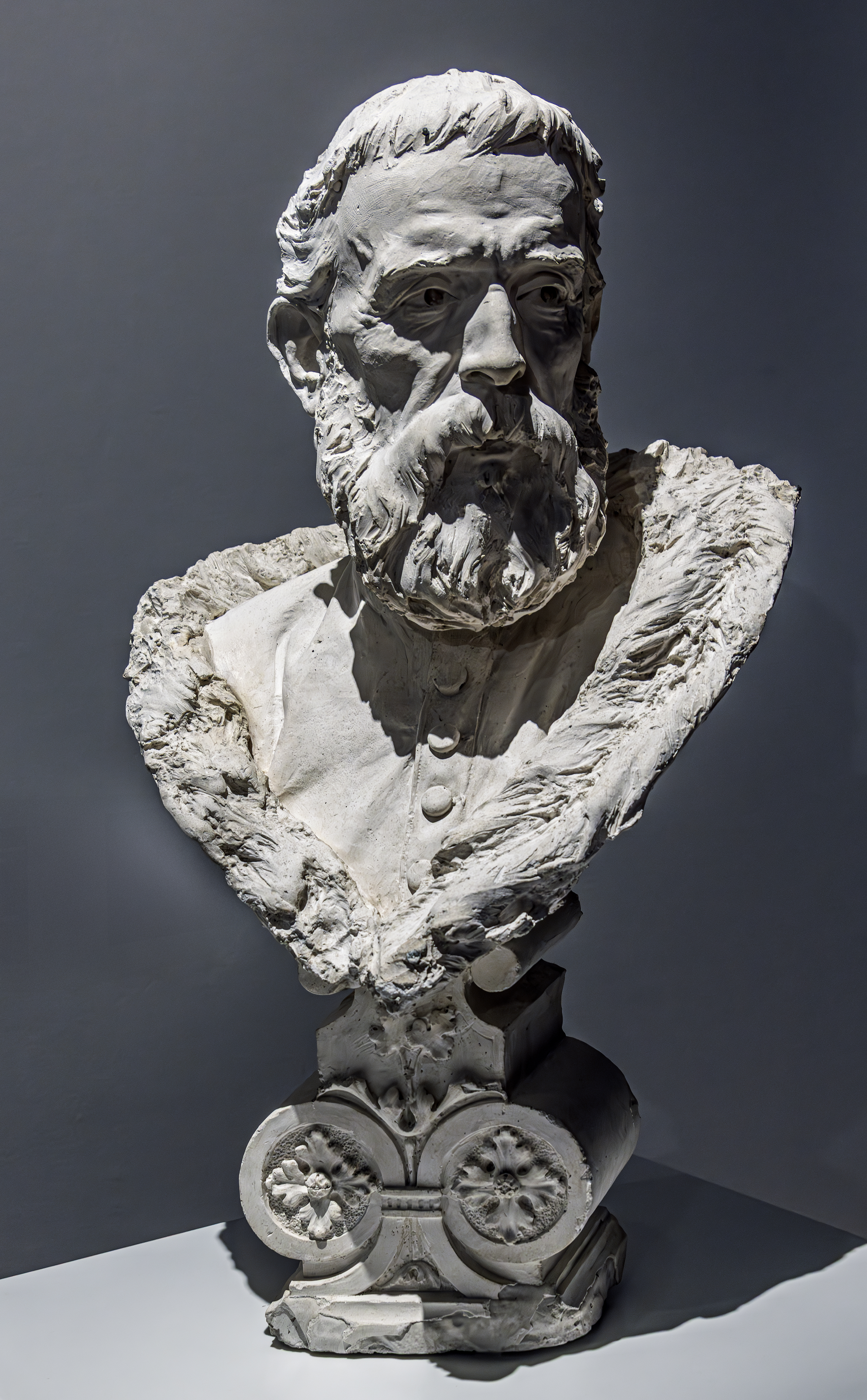
Busto di Paris Bordone - Museo civico di Santa Caterina - Treviso.

Nato nel quartiere dei Buranelli da Nicolò e da Clorinda Santalena, iniziò a modellare il gesso fin da bambino, avendo come prima guida Luigi Borro. Grazie al sostegno di quest'ultimo, fu ammesso all'Accademia di belle arti di Venezia, dove ebbe quale insegnante lo scultore Antonio Dal Zotto. Si diplomò nel 1877.
A partire dal 1883, si adoperò assieme all'abate Luigi Bailo, ad Augusto Serena e a Girolamo Botter per la salvaguardia del patrimonio artistico trevigiano: fondamentale è il corpus di 500 (fra disegni e acquerelli) a testimonianza del patrimonio artistico schedato. Fra gli interventi del tempo, i più importanti furono il salvataggio delle Storie di sant'Orsola dalla demolizione della chiesa di Santa Margherita, e la valorizzazione della Loggia dei Cavalieri.
Dopo essersi perfezionato a Milano presso l'Accademia di belle arti di Brera, iniziò a collaborare con Gregorio Gregorj, industriale trevigiano della ceramica, occupandosi del disegno e della decorazione di vasi, piatti e altri prodotti seriali.
Dal 1886 cominciò ad eseguire in scultura alcuni ritratti collocati in spazi pubblici nella città di Treviso. Tra questi, il busto di Giuseppe Garibaldi (attualmente collocata nei giardini antistanti la stazione ferroviaria), il medaglione dedicato a Felice Cavallotti (attualmente in piazza Aldo Moro), il busto del pittore Paris Bordon, di Antonio Caccianiga, di Jacopo Riccati, di Papa Benedetto XI, tutti custoditi presso la Biblioteca Giovanni Comisso. Altre opere sono attualmente conservate presso i Musei civici.
Nel 1889 sposò Angelina Rossi, maestra di scuola elementare. Carlini stesso fu insegnante di disegno e scultura nelle scuole di Treviso e di Mistretta.
Ebbe incarichi anche a Rovigo, dove realizzò, fra le altre opere, la lapide in onore di Giuseppe Mazzini e quella per Felice Cavallotti (distrutta in epoca fascista); a Cornuda (monumento ossario ai Caduti della battaglia), a Conegliano (medaglioni in onore di Mazzini e Cavour), Zero Branco (monumento ai Caduti), Venezia (medaglione in onore di Benedetto Brin).
Partecipò a diverse mostre collettive allestite a Treviso e a Roma.
Tra il 1905 e il 1907 fu maestro di Arturo Martini, adolescente di talento che poi passò alla scuola libera del nudo di Venezia e allo studio privato di Urbano Nono.